# Cayo Salvio Capitón
Cayo o Gayo Salvio Capitón (en latín: Gaius Salvius Capito) fue un senador romano que vivió en el siglo II, y desarrolló su cursus honorum bajo los reinados de Adriano, Antonino Pío, y Marco Aurelio.

## Carrera política
Los Fasti Ostienses demuestran que Capitón fue cónsul sufecto en el año 148 junto con Gneo Julio Vero; los dos tomaron posesión el 1 de abril de ese mismo año.